# Carlos Alexandre (cantor)
Carlos Alexandre, pseudônimo de Pedro Soares Bezerra (Jundiá, 1 de junho de 1957 – São José do Campestre, 30 de janeiro de 1989), foi um cantor brasileiro.
Em 11 anos de uma carreira meteórica, Carlos Alexandre conquistou 15 discos de ouro e um de platina. Foram mais de 2 milhões de discos vendidos em todo o país. No seu repertório de sucessos, encontramos canções como "Feiticeira", "Cartão Postal", "Sertaneja" e "A Ciganinha".

## Biografia
Filho de Gennaro Bezerra Martins e Antonieta Feconstinny Bezerra, Carlos Alexandre nasceu em Santa Fé, Jundiá, RN e viveu toda a sua vida no bairro Cidade da Esperança, na Zona Oeste de Natal. A carreira de Carlos Alexandre começou em 1975 quando, ainda utilizando o nome artístico de "Pedrinho", teve sua primeira música gravada. Em 1977, foi rebatizado como Carlos Alexandre. O radialista Carlos Alberto de Sousa levou-o para a RGE, pela qual gravou um compacto simples com as canções "Arma de Vingança" e "Canção do Paralítico" que vendeu 100 000 cópias, seguindo-se o grande sucesso, "Feiticeira", música composta pelo artista em parceria com Otavio Osvaldo Garcia, com 250 000 cópias vendidas. Seu primeiro álbum, lançado pela RGE em 1978, foi produzido por Janjão e Reinaldo Brito, e tocado pelo grupo Os Carbonos.
Em 1979, é lançado seu segundo álbum, "Voltei", que embora sem ter feito sucesso na mesma proporção do primeiro, emplacou a música "A ciganinha" (Carlos Alexandre e Aarão Bernardo).

### Acidente e morte
No dia 30 de janeiro de 1989, o cantor se envolveu em um acidente na estrada estadual RN-093, que liga os municípios de Tangará e São José do Campestre, na região da Borborema potiguar, divisa das regiões Agreste com Trairi do Rio Grande do Norte, quando havia saído de um show em Pesqueira, em Pernambuco e seguia para sua casa em Natal, na época o cantor havia lançado recentemente o disco "Sei, Sei".  O cantor faleceu. O velório ocorreu no ginásio de esportes de Cidade da Esperança e o enterro, que reuniu milhares de fãs foi no Cemitério Bom Pastor, no dia 31 de janeiro. Segundo matérias publicadas na época, foi sepultado ao som da multidão cantando Feiticeira.
| “ | Até hoje sinto muito a falta dele. Ainda guardo a camiseta suada que ele vestia antes de viajar. As últimas palavras que disse a ele foram: leve um pedaço do meu coração e deixe um pedaço do seu. | ” |

### Legado
Em abril de 2014, sua biografia “Homem da Feiticeira – A história de Carlos Alexandre” foi lançada, escrita pelo jornalista Rafael Duarte, destinada a bibliotecas públicas e não pôde ser comercializada em virtude do contrato entre o autor e a lei municipal Djalma Maranhão de incentivo à cultura. No ano seguinte, foi lançada para venda ao público, pela Editora Caravela.
Em 2022, o cantor João Gordo regravou a canção "A Ciganinha", de 1979, em formato hardcore.

## Discografia
- Feiticeira (1978)
- Voltei (1979)
- Já Troquei Você Por Outra (1980)
- Mulher de Muitos (1981)
- Revelação de Um Sonho (1982)
- Cartão Postal Aqui Estou (1983)
- Vem Ver Como Eu Estou (1984)
- Final De Semana (1985)
- Gato e Sapato (1986)
- Nosso Quarto e Testemunha (1987)
- Sei Sei (1988)
- Eternamente (1989)

### Lançamentos póstumos
- Especial (1993)
- 20 Super Sucessos, Vol. 1 (1998)
- 20 Super Sucessos, Vol. 2 (1998)
- Coleção Pérolas (2000)
- Recorda O Irmão (2001)
- Grandes Sucessos
- Último Show